# Pierre Clément (évêque)
Pour les articles homonymes, voir Pierre Clément et Clément.
Pierre Clément (né à Ornans vers 1646, mort à Périgueux le 8 janvier 1719) est un ecclésiastique qui fut évêque de Périgueux de 1702 à 1719.

## Biographie
Pierre Clément est né près de Besançon dans une famille d'origine modeste ; il entre au séminaire Saint-Sulpice en 1666. Il est ordonné prêtre en 1678 et est reçu docteur en théologie de la faculté de Paris le 10 juin de la même année. Devenu curé de la paroisse Saint-Maclou à Rouen, il entre dans la « clientèle » de la famille Colbert et devient archidiacre, chanoine de la cathédrale de Rouen, official et vicaire général de l'archevêque de Rouen, lorsqu'il est désigné comme évêque de Périgueux en 1702. Il est confirmé le 25 septembre et consacré en octobre par Jacques Nicolas Colbert. Il est l'auteur d'un cours de théologie en huit volumes dit Théologie de Périgueux. Lors des débuts de la querelle autour de la bulle Unigenitus, il soutient la position du cardinal de Noailles mais il meurt à Périgueux en 1719 après une longue maladie et il est inhumé dans la cathédrale Saint-Front.